# Gran Premio di Monaco 1937

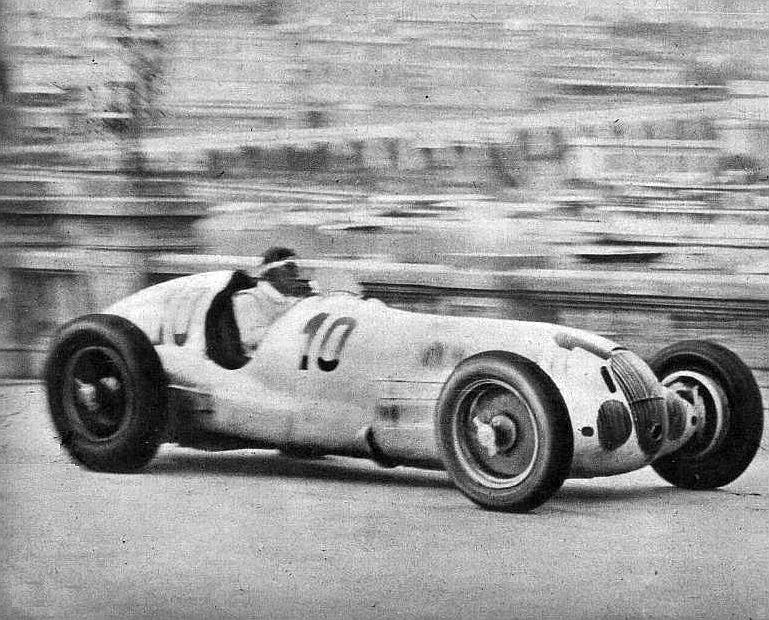
Von Brauchitsch, il vincitore del Gran Premio.

Il Gran Premio di Monaco 1937 è stata la terza prova della stagione 1937 del Campionato europeo di automobilismo.
La gara si è corsa l'8 agosto 1937 sul Circuito di Monte Carlo a Monaco, ed è stata vinta dal tedesco Manfred von Brauchitsch su Mercedes-Benz, al suo primo successo in carriera; von Brauchtisch ha preceduto all'arrivo il suo compagno di squadra connazionale Rudolf Caracciola e lo svizzero Christian Kautz sempre su Mercedes-Benz.

## Vigilia
In assenza di Hermann Lang, impossibilitato a prendere parte alla gara a causa di un'infezione, i due esperti compagni di squadra Rudolf Caracciola e Manfred von Brauchitsch si sono assicurati le due migliori posizioni di partenza con la loro Mercedes-Benz W125. Era assente anche il giovane pilota inglese Richard Seaman, che si era rotto il pollice e il naso nell'incidente con Ernst von Delius al Gran Premio di Germania, che alla fine si è concluso fatalmente per il pilota dell'Auto-Union. Ecco perché, insieme a Christian Kautz, è venuto a Monaco anche il pilota di riserva del team, il pilota italiano Goffredo Zehender.
Grande distacco anche nella formazione dei piloti della Scuderia Ferrari, ormai entrata ufficialmente a far parte del gruppo Alfa Romeo. Deluso dalle prestazioni del team fino a quel momento, che fino a quel momento non avevano giocato praticamente alcun ruolo nella stagione, il capitano del team Tazio Nuvolari aveva deciso di saltare la gara di Monaco e dedicarsi invece a un programma di test con la nuova Alfa Romeo 12C-37, la quale era attesa fin dall'inizio dell'anno. Gli altri piloti, Nino Farina e Antonio Brivio con la loro Alfa Romeo 12C-36, il pilota di riserva Carlo Pintacuda con un'Alfa Romeo 8C-35 molto anziana ma un po' più leggera fin dall'inizio in una posizione alquanto disperata, e la rosa dei piloti privati, tra cui Raymond Sommer, anche lui su un'Alfa Romeo 8C-35, parteciparono all'evento.

### Elenco iscritti
| Scuderia           | Costruttore   | Telaio             | Motore                                    | Gomme | Nº | Piloti                  |
| ------------------ | ------------- | ------------------ | ----------------------------------------- | ----- | -- | ----------------------- |
| Auto Union AG      | Auto Union    | Auto Union C       | Auto Union 6.0L V16 Compressore           | C     | 2  | Bernd Rosemeyer         |
| Auto Union AG      | Auto Union    | Auto Union C       | Auto Union 6.0L V16 Compressore           | C     | 4  | Hans Stuck              |
| Auto Union AG      | Auto Union    | Auto Union C       | Auto Union 6.0L V16 Compressore           | C     | 6  | Rudolf Hasse            |
| Daimler-Benz AG    | Mercedes-Benz | Mercedes-Benz W125 | Mercedes-Benz M 125 F 5.7L I8 Compressore | C     | 8  | Rudolf Caracciola       |
| Daimler-Benz AG    | Mercedes-Benz | Mercedes-Benz W125 | Mercedes-Benz M 125 F 5.7L I8 Compressore | C     | 10 | Manfred von Brauchitsch |
| Daimler-Benz AG    | Mercedes-Benz | Mercedes-Benz W125 | Mercedes-Benz M 125 F 5.7L I8 Compressore | C     | 12 | Hermann Lang            |
| Daimler-Benz AG    | Mercedes-Benz | Mercedes-Benz W125 | Mercedes-Benz M 125 F 5.7L I8 Compressore | C     | 12 | Christian Kautz         |
| Daimler-Benz AG    | Mercedes-Benz | Mercedes-Benz W125 | Mercedes-Benz M 125 F 5.7L I8 Compressore | C     | 14 | Richard Seaman          |
| Daimler-Benz AG    | Mercedes-Benz | Mercedes-Benz W125 | Mercedes-Benz M 125 F 5.7L I8 Compressore | C     | 14 | Conte Goffredo Zehender |
| P. Pietsch         | Maserati      | Maserati 6C-34     | Maserati 3.7L I6 Compressore              |       | 16 | Paul Pietsch            |
| R. Sommer          | Alfa Romeo    | Alfa Romeo 8C-35   | Alfa Romeo 3.8L I8 Compressore            | M     | 18 | Raymond Sommer          |
| L. Hartmann        | Maserati      | Maserati 8CM       | Maserati 3.0L I8 Compressore              |       | 20 | László Hartmann         |
| Scuderia Ferrari   | Alfa Romeo    | Alfa Romeo 12C-36  | Alfa Romeo 4.1L V12 Compressore           | E     | 22 | Marchese Antonio Brivio |
| Scuderia Ferrari   | Alfa Romeo    | Alfa Romeo 12C-36  | Alfa Romeo 4.1L V12 Compressore           | E     | 24 | Nino Farina             |
| Scuderia Ferrari   | Alfa Romeo    | Alfa Romeo 12C-36  | Alfa Romeo 4.1L V12 Compressore           | E     | 26 | Tazio Nuvolari          |
| Scuderia Ferrari   | Alfa Romeo    | Alfa Romeo 8C-35   | Alfa Romeo 3.8L I8 Compressore            | E     | 26 | Carlo Maria Pintacuda   |
| Scuderia Maremmana | Maserati      | Maserati 6C-34     | Maserati 3.7L I6 Compressore              | P     | 28 | Clemente Biondetti      |
| L. Soffietti       | Maserati      | Maserati 6C-34     | Maserati 3.7L I6 Compressore              |       | 28 | Luigi Soffietti         |
| H. Ruesch          | Alfa Romeo    | Alfa Romeo 8C-35   | Alfa Romeo 3.8L I8 Compressore            |       | 32 | Hans Ruesch             |

## Qualifiche

### Resoconto
La terza e ultima posizione in prima fila è andata a Bernd Rosemeyer, il pilota di punta dell'Auto Union, sul quale ora erano riposte tutte le speranze del team. L'esperto Hans Stuck e il giovane pilota Rudolf Hasse, che aveva recentemente vinto la prima gara della sua carriera al Gran Premio del Belgio, hanno partecipato alla gara anche con altre due auto da corsa di "Tipo C".

### Risultati
Nella sessione di qualifica si è avuta questa situazione:
| Pos | Nº | Pilota                  | Costruttore   | Tempo  | Griglia |
| --- | -- | ----------------------- | ------------- | ------ | ------- |
| 1   | 8  | Rudolf Caracciola       | Mercedes-Benz | 1'47"5 | 1       |
| 2   | 10 | Manfred von Brauchitsch | Mercedes-Benz | 1'48"4 | 2       |
| 3   | 2  | Bernd Rosemeyer         | Auto Union    | 1'49"0 | 3       |
| 4   | 4  | Hans Stuck              | Auto Union    | 1'49"2 | 4       |
| 5   | 12 | Christian Kautz         | Mercedes-Benz | 1'49"7 | 5       |
| 6   | 6  | Rudolf Hasse            | Auto Union    | 1'51"6 | 6       |
| 7   | 14 | Goffredo Zehender       | Mercedes-Benz | 1'53"3 | 7       |
| 8   | 24 | Nino Farina             | Alfa Romeo    | 1'53"4 | 8       |
| 9   | 26 | Carlo Maria Pintacuda   | Alfa Romeo    | 1'55"6 | 9       |
| 10  | 32 | Hans Ruesch             | Alfa Romeo    | 1'55"8 | 10      |
| 11  | 22 | Antonio Brivio          | Alfa Romeo    | 1'56"7 | 11      |
| 12  | 18 | Raymond Sommer          | Alfa Romeo    | 1'57"6 | 12      |
| 13  | 20 | László Hartmann         | Maserati      | 2'03"2 | 13      |
| 14  | 30 | Luigi Soffietti         | Maserati      | 2'04"9 | 14      |
| 15  | 28 | Clemente Biondetti      | Maserati      | 2'10"4 | 15      |

## Gara

### Griglia di partenza
Posizionamento dei piloti alla partenza della gara.
| Prima fila   | 3 Pos.                     |                               | 2 Pos.                                |                                  | 1 Pos.                          |
| ------------ | -------------------------- | ----------------------------- | ------------------------------------- | -------------------------------- | ------------------------------- |
|              | Bernd Rosemeyer Auto Union |                               | Manfred von Brauchitsch Mercedes-Benz |                                  | Rudolf Caracciola Mercedes-Benz |
| Seconda fila |                            | 5 Pos.                        |                                       | 4 Pos.                           |                                 |
|              |                            | Christian Kautz Mercedes-Benz |                                       | Hans Stuck Auto Union            |                                 |
| Terza fila   | 8 Pos.                     |                               | 7 Pos.                                |                                  | 6 Pos.                          |
|              | Nino Farina Alfa Romeo     |                               | Goffredo Zehender Mercedes-Benz       |                                  | Rudolf Hasse Auto Union         |
| Quarta fila  |                            | 10 Pos.                       |                                       | 9 Pos.                           |                                 |
|              |                            | Hans Ruesch Alfa Romeo        |                                       | Carlo Maria Pintacuda Alfa Romeo |                                 |
| Quinta fila  | 13 Pos.                    |                               | 12 Pos.                               |                                  | 11 Pos.                         |
|              | László Hartmann Maserati   |                               | Raymond Sommer Alfa Romeo             |                                  | Antonio Brivio Alfa Romeo       |
| Sesta fila   |                            | 15 Pos.                       |                                       | 14 Pos.                          |                                 |
|              |                            | Clemente Biondetti Maserati   |                                       | Luigi Soffietti Maserati         |                                 |

### Resoconto

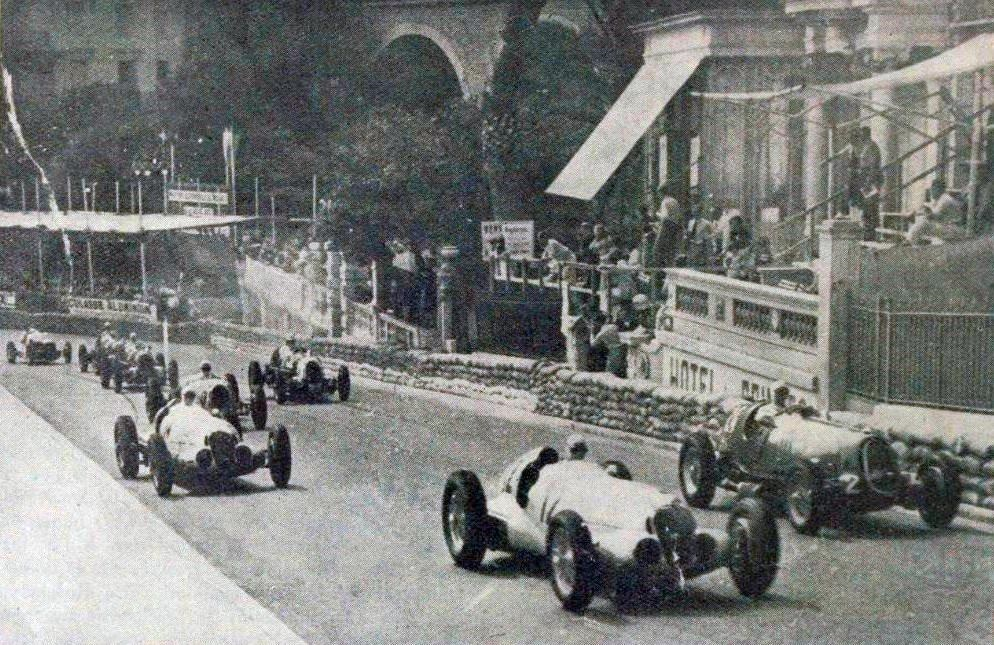
Le vetture al via del Gran Premio.

Al via non ci sono stati spostamenti nelle prime posizioni, tanto che Caracciola e von Brauchitsch (entrambi Mercedes) hanno completato il primo giro davanti a Rosemeyer e Stuck (entrambi Auto Union) e Kautz (Mercedes), mentre dietro di loro Hasse e la sua Auto Union erano già nel muretto del tunnel del casinò. All'inizio, i due piloti Mercedes sono stati in grado di staccare un po' nella parte anteriore, ma al 19º giro Rosemeyer aveva lottato per tornare sul retro della vettura di von Brauchitsch quando lo sterzo della sua vettura si è guastato ed è finito tra le barriere della pista.

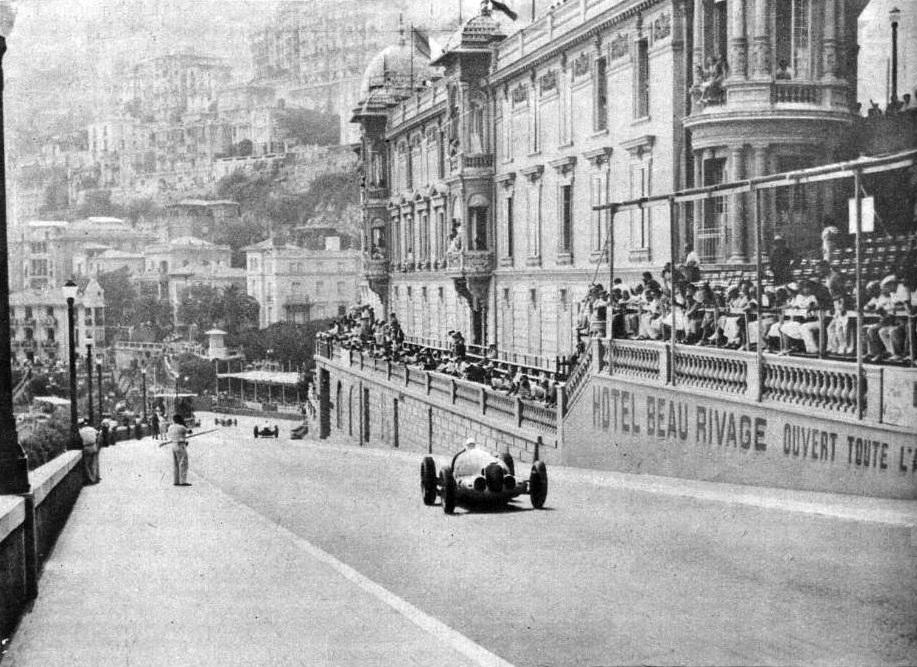
Caracciola mentre percorre il Beau Rivage.

Von Brauchitsch ora lottava con Caracciola per il comando, mentre dietro di loro Kautz prima e, dopo il pit stop, Tiender ha preso il terzo posto, già molto indietro. Poco prima dell'intervallo di gara, Caracciola ha dovuto fare una lunga sosta ai box per un problema al motore, ma il suo vantaggio su Tiender era già abbastanza ampio da mantenere almeno il secondo posto. Dopo che Kautz aveva nel frattempo superato anche la superbamente combattiva Farina su Alfa Romeo, il team Mercedes ora aveva addirittura un vantaggio quadruplo, a cui dovette rinunciare solo alla fine della gara quando Rosemeyer, che nel frattempo è entrato in l'auto von Stuck era passata al quarto posto.
Nel frattempo, anche il pit-stop di von Brauchitsch non era andato come aveva immaginato, perché prima di poter riprendere la gara doveva essere rilasciato un freno bloccato. Questo lo rimise in pista proprio davanti a Caracciola e tra i due ne seguì poi un'aspra battaglia per il comando. Il direttore di gara Mercedes Alfred Neubauer, che temeva per quella che credeva essere la certezza della vittoria, ha dato più volte al leader il segnale di far passare di nuovo il suo campione, ma von Brauchitsch ha ottemperato a questa richiesta solo al giro 80, quando era già sicuro che Caracciolo avesse le gomme consumate troppo e dovrebbe fare un'altra fermata. È così che von Brauchitsch ha finalmente ottenuto il suo primo successo in un Gran Premio della sua carriera, che era atteso da tempo.

### Risultati
Risultati finali della gara.
| Pos | Nº | Pilota                                    | Costruttore   | Giri | Tempo/Ritiro                 | Griglia | Punti |
| --- | -- | ----------------------------------------- | ------------- | ---- | ---------------------------- | ------- | ----- |
| 1   | 10 | Manfred von Brauchitsch                   | Mercedes-Benz | 100  | 3h07'23"9                    | 2       | 1     |
| 2   | 8  | Rudolf Caracciola                         | Mercedes-Benz | 100  | +1'24"3                      | 1       | 2     |
| 3   | 12 | Christian Kautz                           | Mercedes-Benz | 98   | +2 giri                      | 5       | 3     |
| 4   | 4  | Hans Stuck Bernd Rosemeyer                | Auto Union    | 97   | +3 giri                      | 4       | 4 n/a |
| 5   | 14 | Goffredo Zehender                         | Mercedes-Benz | 97   | +3 giri                      | 7       | 4     |
| 6   | 24 | Nino Farina                               | Alfa Romeo    | 97   | +3 giri                      | 8       | 4     |
| 7   | 18 | Raymond Sommer                            | Alfa Romeo    | 95   | +5 giri                      | 12      | 4     |
| 8   | 32 | Hans Ruesch                               | Alfa Romeo    | 92   | +8 giri                      | 10      | 4     |
| 9   | 24 | Carlo Maria Pintacuda Carlo Felice Trossi | Alfa Romeo    | 87   | +13 giri                     | 9       | 4 n/a |
| Rit | 20 | László Hartmann                           | Maserati      | 69   | Motore                       | 13      | 5     |
| Rit | 28 | Clemente Biondetti                        | Maserati      | 27   | Motore                       | 15      | 6     |
| Rit | 22 | Antonio Brivio                            | Alfa Romeo    | 21   | Radiatore                    | 11      | 7     |
| Rit | 2  | Bernd Rosemeyer                           | Mercedes-Benz | 19   | Volante                      | 3       | 7     |
| Rit | 30 | Luigi Soffietti                           | Maserati      | 3    | Alimentazione del carburante | 14      | 7     |
| Rit | 6  | Rudolf Hasse                              | Auto Union    | 1    | Incidente                    | 6       | 7     |
| NP  | 12 | Hermann Lang                              | Mercedes-Benz | 0    | Malattia                     | -       | 8     |
| NP  | 14 | Richard Seaman                            | Mercedes-Benz | 0    | Infortunio                   | -       | 8     |
| NP  | 16 | Paul Pietsch                              | Maserati      | 0    | Serbatoio dell'olio          | -       | 8     |

## Classifica europea piloti
| Pos | Pilota                     | Punti |
| --- | -------------------------- | ----- |
| 1   | Manfred von Brauchitsch    | 7     |
| 2   | Rudolf Caracciola          | 10    |
| 3   | Christian Kautz            | 11    |
| 4   | Rudolf Hasse               | 12    |
| =   | Hans Stuck                 | 12    |
| 5   | Hermann Lang               | 15    |
| =   | Raymond Sommer             | 15    |
| 6   | Nino Farina                | 16    |
| =   | Hans Ruesch                | 16    |
| 7   | László Hartmann            | 17    |
| 8   | Bernd Rosemeyer            | 18    |
| 9   | Luigi Soffietti            | 19    |
| 10  | Tazio Nuvolari             | 20    |
| =   | Vittorio Belmondo          | 20    |
| =   | Kenneth Evans              | 20    |
| =   | Ernõ Festetics             | 20    |
| =   | Attilio Marinoni           | 20    |
| =   | Goffredo Zehender          | 20    |
| =   | Carlo Maria Pintacuda      | 20    |
| 11  | Hermann Paul Müller        | 21    |
| 12  | Richard Seaman             | 22    |
| =   | Franco Cortese             | 22    |
| =   | Ernst von Delius           | 22    |
| =   | Clemente Biondetti         | 22    |
| 13  | Carlo Felice Trossi        | 23    |
| =   | Paul Pietsch               | 23    |
| =   | Giovanni Minozzi           | 23    |
| =   | Francesco Severi           | 23    |
| =   | Renato Balestrero          | 23    |
| =   | Edoardo Teagno             | 23    |
| =   | Antonio Brivio             | 23    |
| 14  | Luigi Fagioli              | 24    |
| =   | Achille Varzi              | 24    |
| =   | Henri Simonet              | 24    |
| =   | Adolfo Mandirola           | 24    |
| =   | Giovanni Battista Guidotti | 24    |
| =   | Max Christen               | 24    |